# Kashimachelifer cinnamomeus
Kashimachelifer cinnamomeus är en spindeldjursart som beskrevs av Kuniyasu Morikawa 1957. Kashimachelifer cinnamomeus ingår i släktet Kashimachelifer och familjen tvåögonklokrypare. Inga underarter finns listade i Catalogue of Life.